# Johann Carl Heffter
Johann Carl Heffter (* 25. September 1722 in Zittau; † 25. September 1786 ebenda) war ein deutscher Arzt und Naturforscher.

## Leben
Heffter war ein Sohn des Zittauer Bürgers und Seifensieders, Johann Heinrich Heffter (1693–1739). Er promovierte 1745 an der Universität Erfurt, wurde 1759 Stadtphysikus in Zittau und wirkte als Arzt auch am Kloster St. Marienthal. 
Am 22. November 1746 heiratete er in Zittau Johanna Carolina Wentzel, Tochter von Johann Gottlieb Wen(t)zel (erster Amtsdirektor des Standesherrschaftlichen Amtes Seidenberg, Stadtsyndikus in Zittau ab 1748) und war Vater von 9 Kindern.
Aufgrund seiner Erfolge als Mediziner wurde er schon bald in mehrere wissenschaftliche Gesellschaften aufgenommen. Er stiftete die Gelehrte Gesellschaft in Zittau und war jahrelang deren Vorsteher. In Zittau legte er ferner nach pietistischem Vorbild ein Naturalienkabinett an. Er starb an seinem 64. Geburtstag und hinterließ eine bedeutende Bibliothek, die er mühsam ein zweites Mal anlegte, nachdem seine erste Bücher- und Manuskriptensammlung 1757 beim Brand Zittaus im Siebenjährigen Krieg vernichtet worden war. Seine Bücher gingen an die heutige Christian-Weise-Bibliothek über. Seit 1756 war er Mitglied der Leopoldina.

## Werke (Auswahl)
- Von den Weinverfälschungen und deren Proben. In: Der Zittauischen Gesellschaft fortgesetzte Bemühungen aus dem Reiche der Wissenschaften, Zittau 1755, S. 300–341.